# Викторијанско доба
Викторијанско доба (енгл. Victorian era) Уједињеног Краљевства је био период владавине краљице Викторије (20. јун 1837 — 22. јануар 1901).
У овом периоду појавио се феминистички покрет суфражеткиње, раднички покрет чартизам, повеља о укидању ропства и промене гласачког права. Овај период Енглеске је другачији од претходних због преласка са мануфактуре на индустријализацију. Утицај друге индустријске револуције чини викторијанско доба другачијим од претходних година енглеске историје.
Викторијанском ером прелаз са ограниченог ка општем праву гласа започиње 1832. године када је изборном реформом повећан број бирача, тако да на сваког двадесет и четвртог становника долази један бирач. Све до краја 19. века питање прелаза са ограниченог на опште бирачко право било је везано само за мушкарце. У викторијанском добу жене нису имале право гласа. Краљица Викторија је била против покрета суфражеткиња.
Викторијанско доба прекида улогу Уједињеног Краљевства у трансатлантској трговини робљем. Британски парламент забранио је трговину робљем још 1807. године, али ропство само по себи није укинуто још 26 година после тога. Поседовање робова коначно је забрањено у Уједињеном Краљевству 1833. године. Велики богати власници корпорација из 19.века били су директно повезани са трговином робљем, а њихова зарада је помогла у грађењу пруга, фирми, зграда и уметнички колекција које постоје и данас. Викторијанско доба је успело да једно краљевство које се издржавало од ропства, одведе од ропства ка индустријализацији. Када су угаљ а затим и нафта постали широко и јефтино доступни, робови су постали мање важни јер су изумљене модерне алатке и машине да замене ропски рад. Велики богати власници корпорација који су читаву мануфактуру држали на робовима, пристали су да отпусте робове увођењем машина друге индустријске револуције.